# Pilotrichella flexilis
Pilotrichella flexilis är en bladmossart som beskrevs av Johan Ångström 1876. Pilotrichella flexilis ingår i släktet Pilotrichella och familjen Meteoriaceae. Inga underarter finns listade i Catalogue of Life.